# Ctenoplusia ogovana
Ctenoplusia ogovana là một loài bướm đêm trong họ Noctuidae.